# 顧廣譽

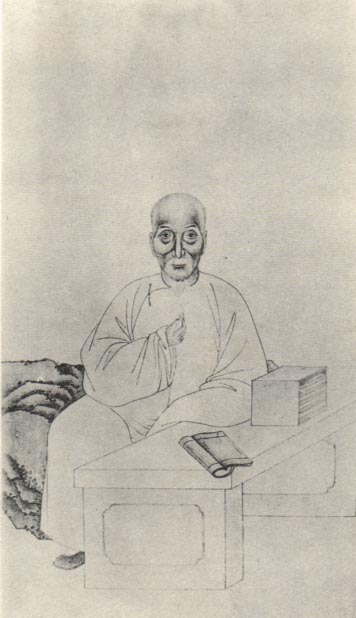
《清代學者像傳》之顧廣譽

顧廣譽（1799年—1866年），字維康、惟康、豫康，號訪溪，浙江省嘉興府平湖縣人，清朝作家。
優貢生出身，舉咸豐元年孝廉方正。后因太平天國而未廷試。其慕其鄉張履祥、陸隴其之為人，刻意追隨學習。期間提倡變通古禮，酌時俗之宜，成《四禮榷疑》八卷。受到當時姚椿的推崇，后擔任上海龍門書院主講，死於任上。同治六年，入祀鄉賢祠。